# Autorità di bacino regionale del Veneto
La legge 183/89 istituisce le Autorità di bacino, le cui attività vengono svolte nell'ambito dei limiti dei bacini idrografici. Nel territorio della Regione del Veneto sono state individuate le seguenti Autorità di Bacino:
- Autorità di Bacino Nazionale del Po,
- Autorità di Bacino Nazionale dei Fiumi dell'Alto Adriatico,
- Autorità di Bacino Nazionale del Fiume Adige,
- Autorità di Bacino Interregionale del Fiume Fissero-Tartaro-Canalbianco,
- Autorità di Bacino Interregionale del Fiume Lemene,
- Autorità di Bacino Regionale del Sile e della Pianura tra Piave e Livenza,
- Laguna di Venezia (non istituita).

L'Autorità di bacino del Sile e della Pianura tra Piave e Livenza è una delle Autorità di bacino della Regione Veneto che opera nel settore della difesa del suolo.
È un ente pubblico economico che gestisce i bacini idrografici del Piave, Livenza e Sile.
La sede amministrativa è a Venezia.
Con D.C.R. n. 48 del 27/06/2007, il Consiglio Regionale del Veneto approva il Piano di Assetto Idrogeologico del bacino del fiume Sile e della pianura tra Piave e Livenza.